# Állami vállalat
Az állami vállalat az 1989–90-es magyarországi rendszerváltozás előtti korra jellemző, 2014-ig jogilag elvben létező jogi személy volt. Az állam  ebben a szervezeti formában, a gazdálkodási feladatainak ellátása végett működtette ezeket. Az állami vállalat az állam erre feljogosított szervei által alapított olyan gazdálkodó szervezet volt, amely az állami tulajdonból rábízott vagyonnal e törvényben meghatározott módon és felelősséggel önállóan gazdálkodott.

## Története
Magyarországon az 1945 után kiépült államszocialista tervgazdálkodásban az egyik legfontosabb gazdasági forma volt. Ez azonban az 1990-as évek elejére megváltozott, az állami vállalatok nagyrészt részvénytársaságokká alakultak át. Sárközy Tamás szerint "Az 1992-es törvények alapján végbement a jogi privatizáció, azaz megszüntették az állami vállalatok intézményi formáját és létrejött a privát, azaz kereskedelmi társasági formájú állami vállalat." 
2014. március 15-én hatályba lépett új polgári törvénykönyv az állami vállalatot, mint jogi személyt már nem tartalmazza.

## Az állami vállalat neve
Az állami vállalat nevében rendszerint a vállalat tevékenységére kell utalni. A vállalat nevét úgy kell megállapítani, hogy az más gazdálkodó szervezetektől való megkülönböztetésre alkalmas legyen.

## Az állami vállalat létesítése
Az állami vállalat elkülönült szervezeti egységének vezetője vagy az elkülönült szervezeti egység dolgozóinak kétharmada állami vállalat létesítését kezdeményezheti. Az önálló állami vállalat létesítésére elsősorban akkor kerülhet sor, ha az elősegíti az elkülönült szervezeti egységnek, vagy annak a vállalatnak a gazdasági társasággá alakítását, amelyből a kiválás történt.
Az alapítói jogokat gyakorló szerv a döntésről a kezdeményezőt írásban értesíti, az elutasítást indokolni kell.
Az állami vállalatot létesítő határozatban meg kell jelölni
- nevét és székhelyét
- tevékenységi körét
- induló vagyonát
- általános vezetését ellátó szervet
- alapítói jogokat gyakorló szervet
- jogszabály által előírt egyéb tényeket és körülményeket

Az állami vállalat létesítését a határozat kiadásától számított harminc napon belül be kell jelenteni a cégbíróságnak. Az állami vállalat a cégjegyzékbe való bejegyzéssel jön létre. 

## Képviselete
Az állami vállalatot az igazgató képviseli. E jogkörét esetenként vagy az ügyek meghatározott csoportjára nézve a vállalat dolgozójára ruházhatja át.

## Vezetése
Az állami vállalat általános vezetését ellátja:
- a vállalati tanács.
- a vállalat dolgozóinak közgyűlése vagy küldöttgyűlése.
- az igazgató.

A vállalati tanács, a dolgozók közgyűlése illetőleg az igazgató az állami vállalatot önállóan és egyéni felelősséggel vezeti. A testületi hatáskörbe nem tartozó ügyekben az igazgató önállóan és egyéni felelősséggel jár el.

## Gazdálkodása
Az állami vállalat a rábízott vagyonnal és az alkalmazásában álló munkaerővel a jogszabályok keretei között önállóan gazdálkodik. Az állami vállalatot a gazdálkodás, a rábízott vagyon kezelése körében minden olyan jog megilleti, amelyet tőle jogszabály kifejezetten nem von el. Létesítésekor el kell látni a tevékenységi körének ellátásához szükséges vagyonnal (induló vagyonnal). A létrehozott állami vállalat gondoskodik a rábízott vagyon és más eszközök tervszerű, gazdaságos felhasználásáról és gyarapításáról.

## Egyes állami vállalatokat népszerűsítő reklámok

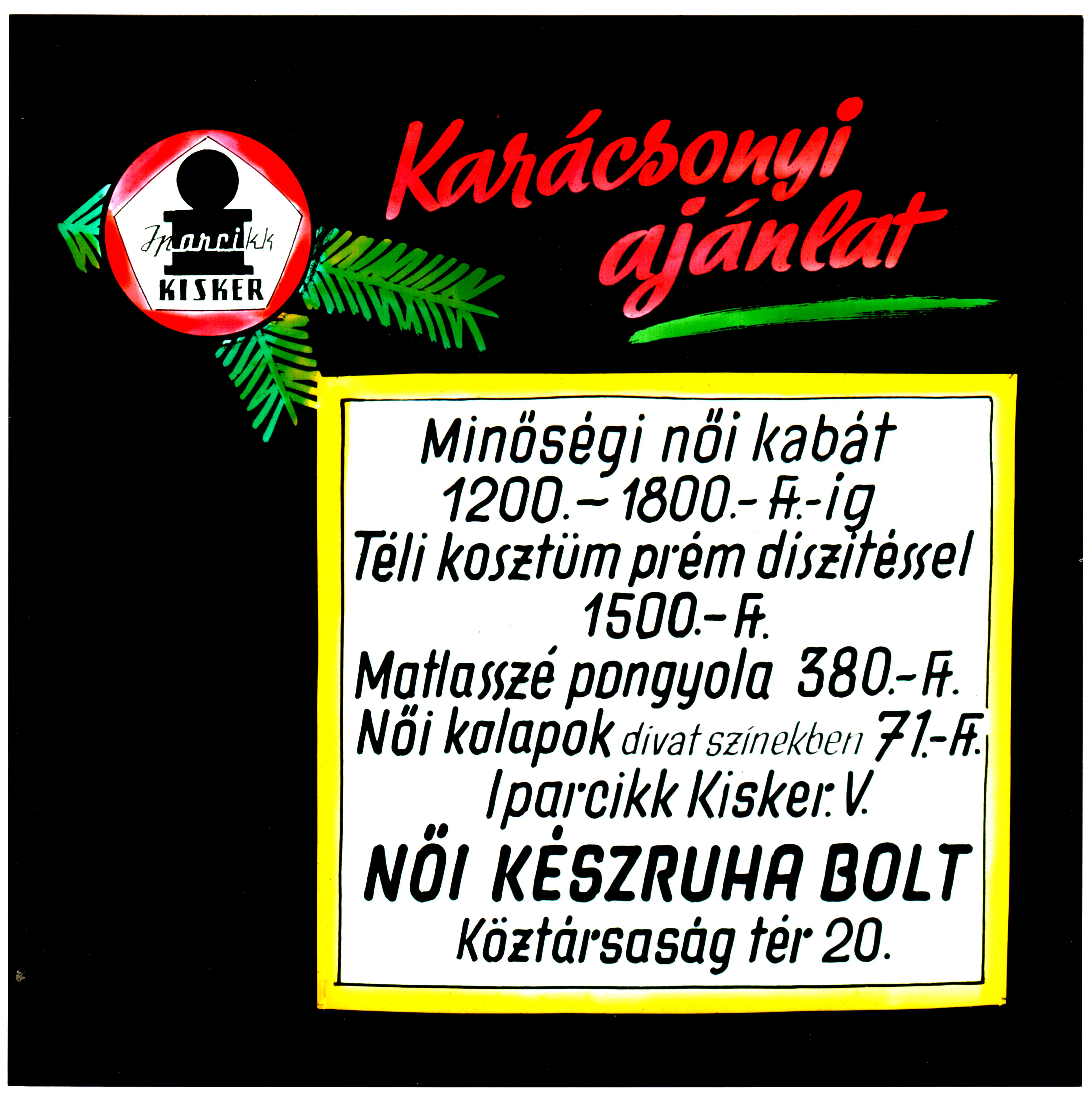
Női készruha bolt
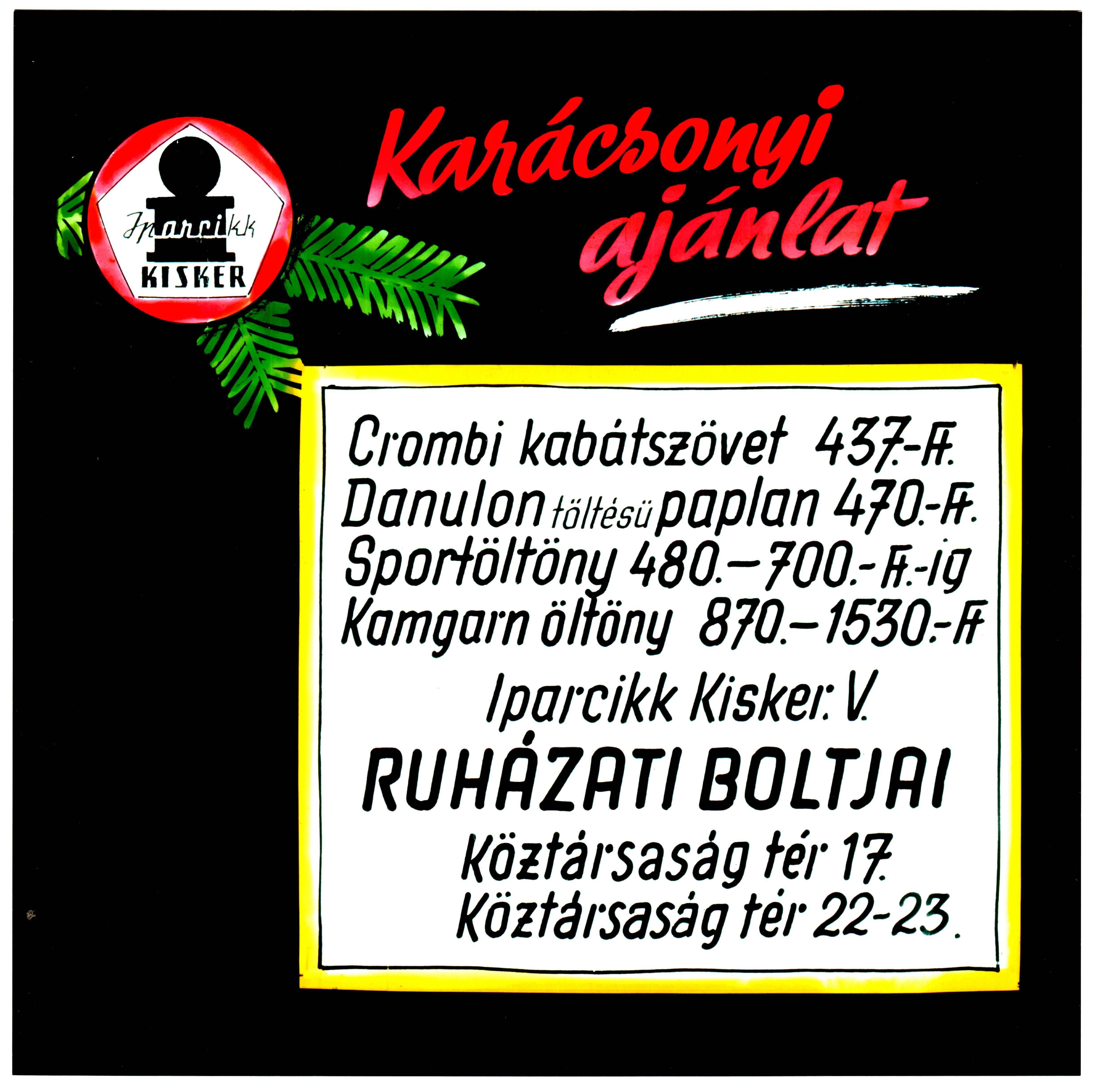
Ruházati bolt
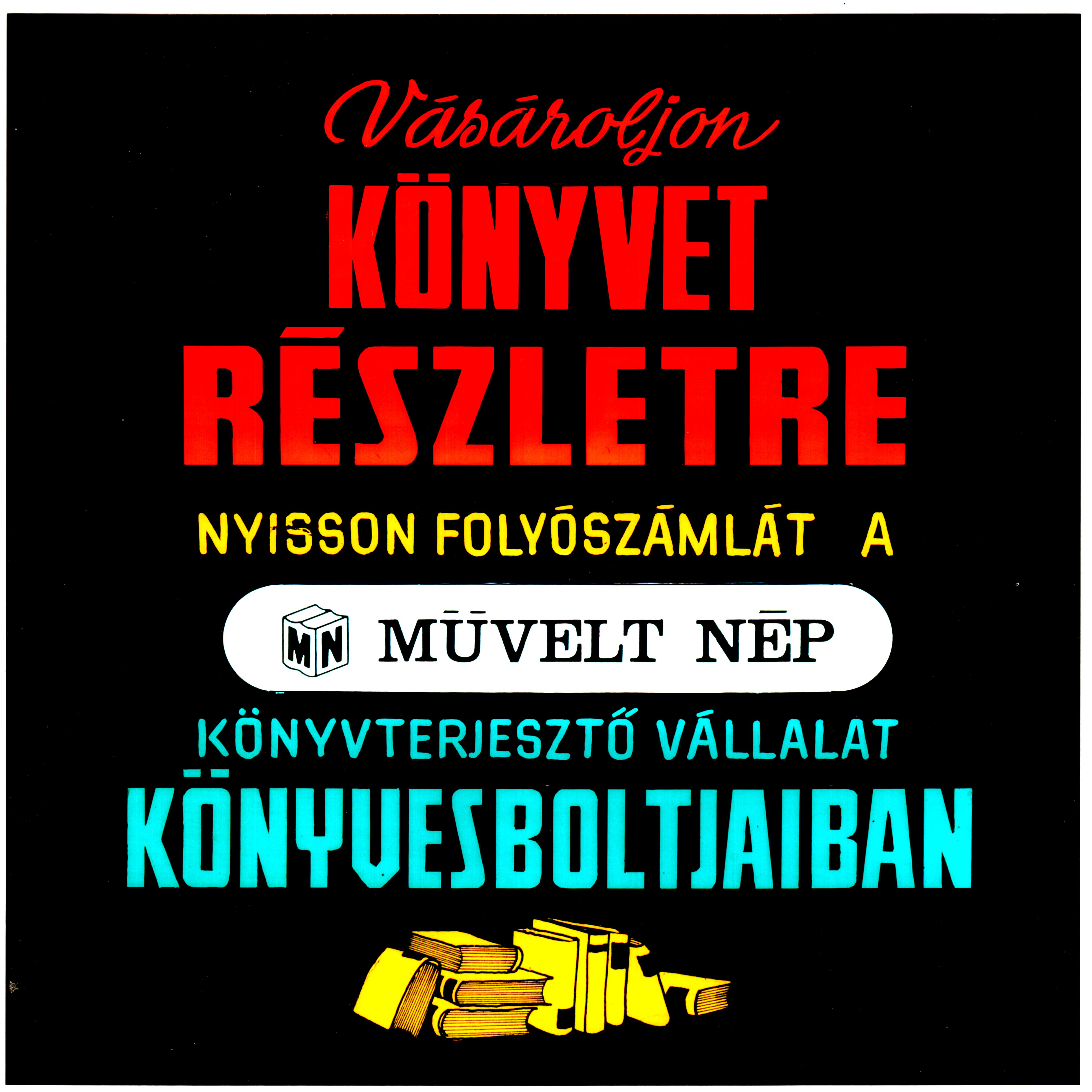
Nép Könyvterjesztő Vállalat
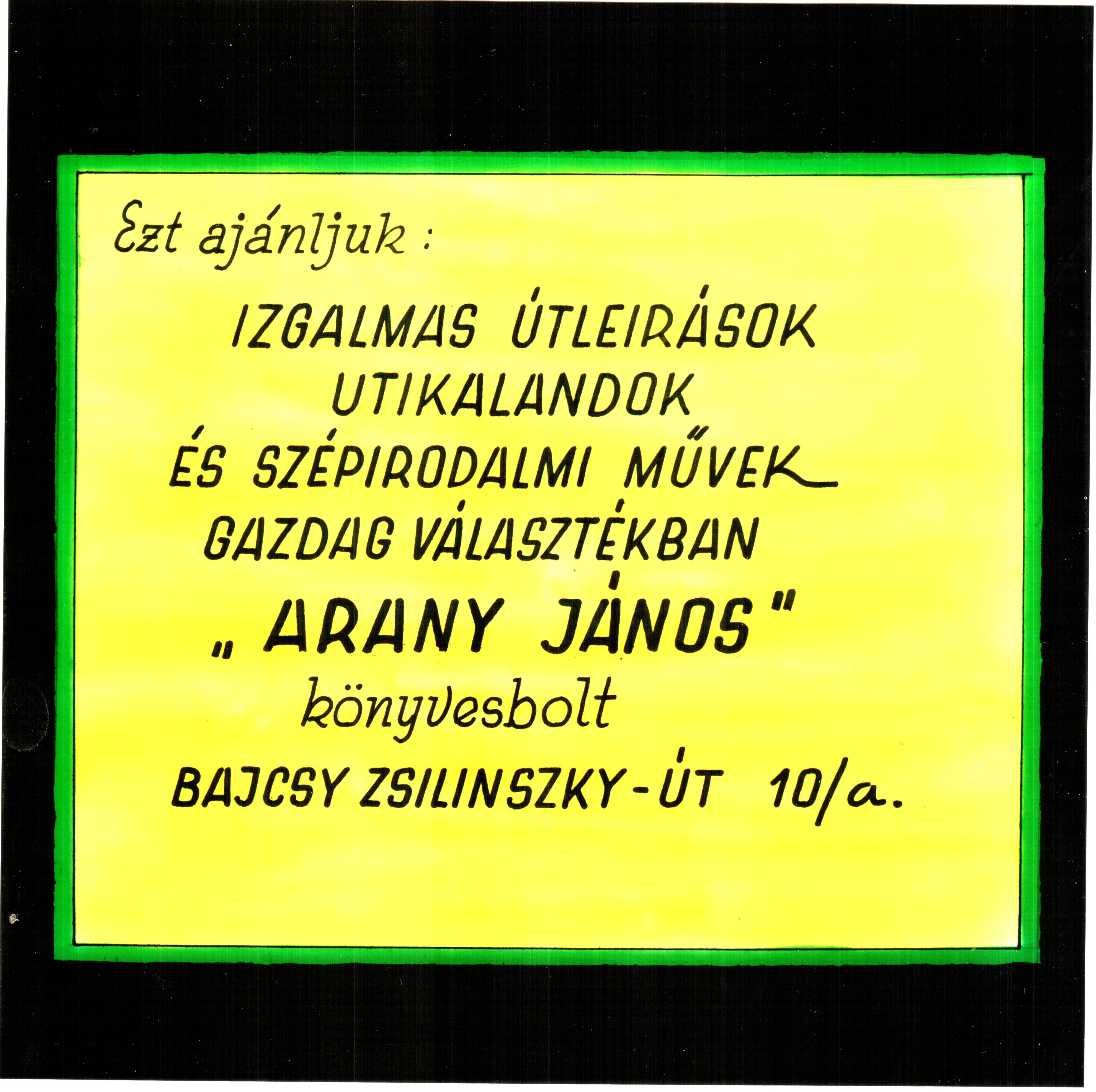
Arany János Könyvesbolt
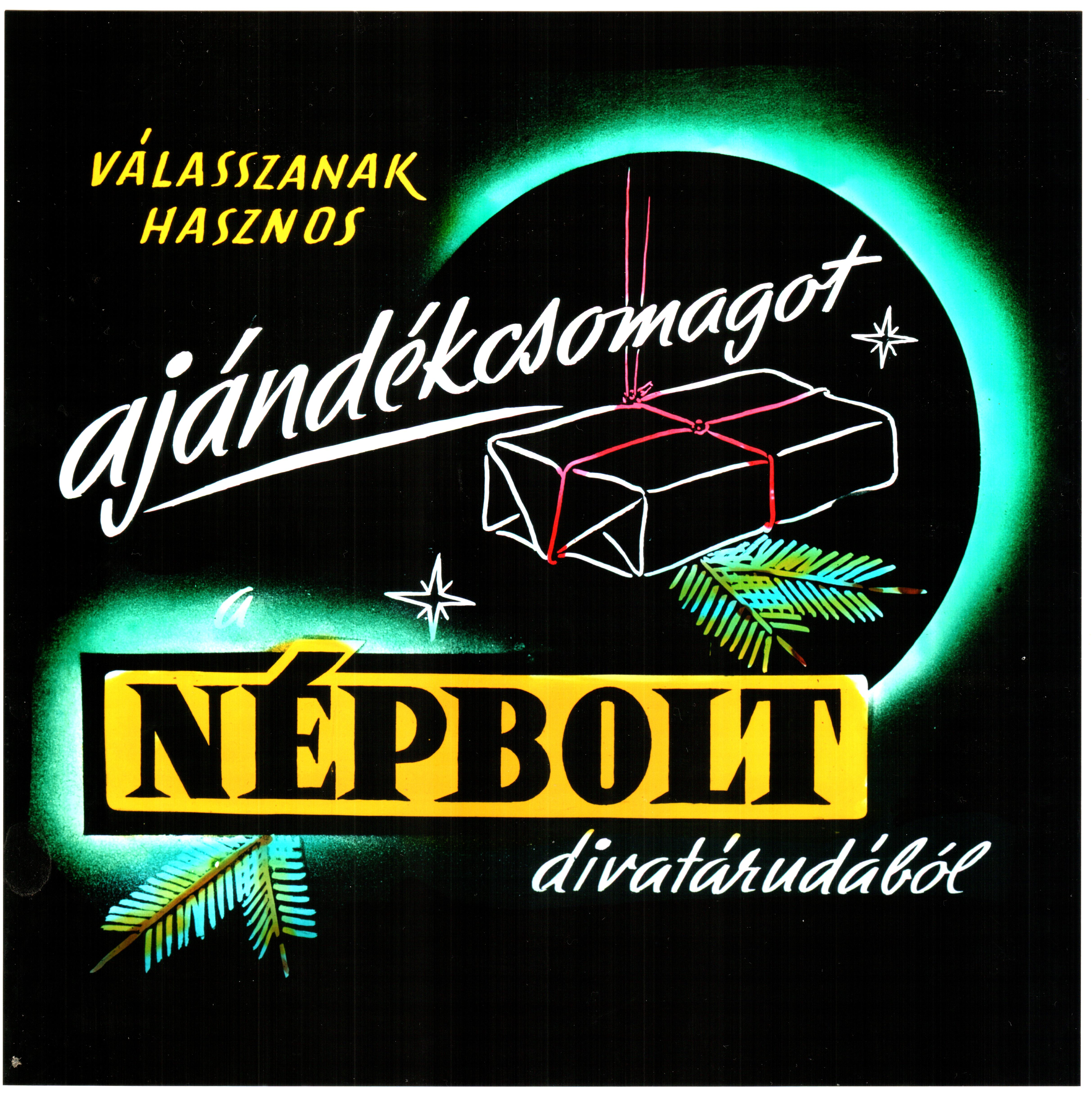
Népbolt Divatáruda
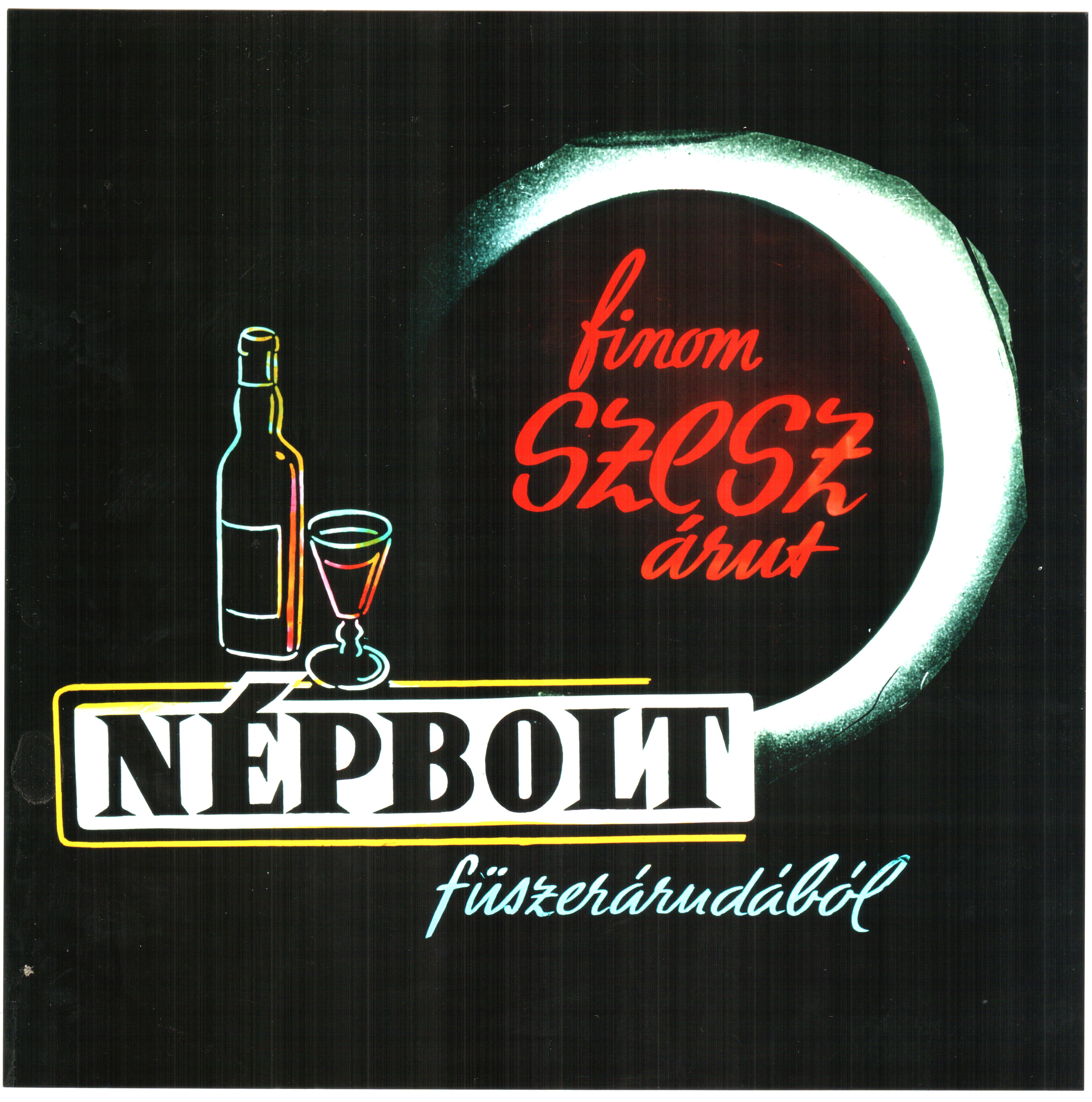
Népbolt
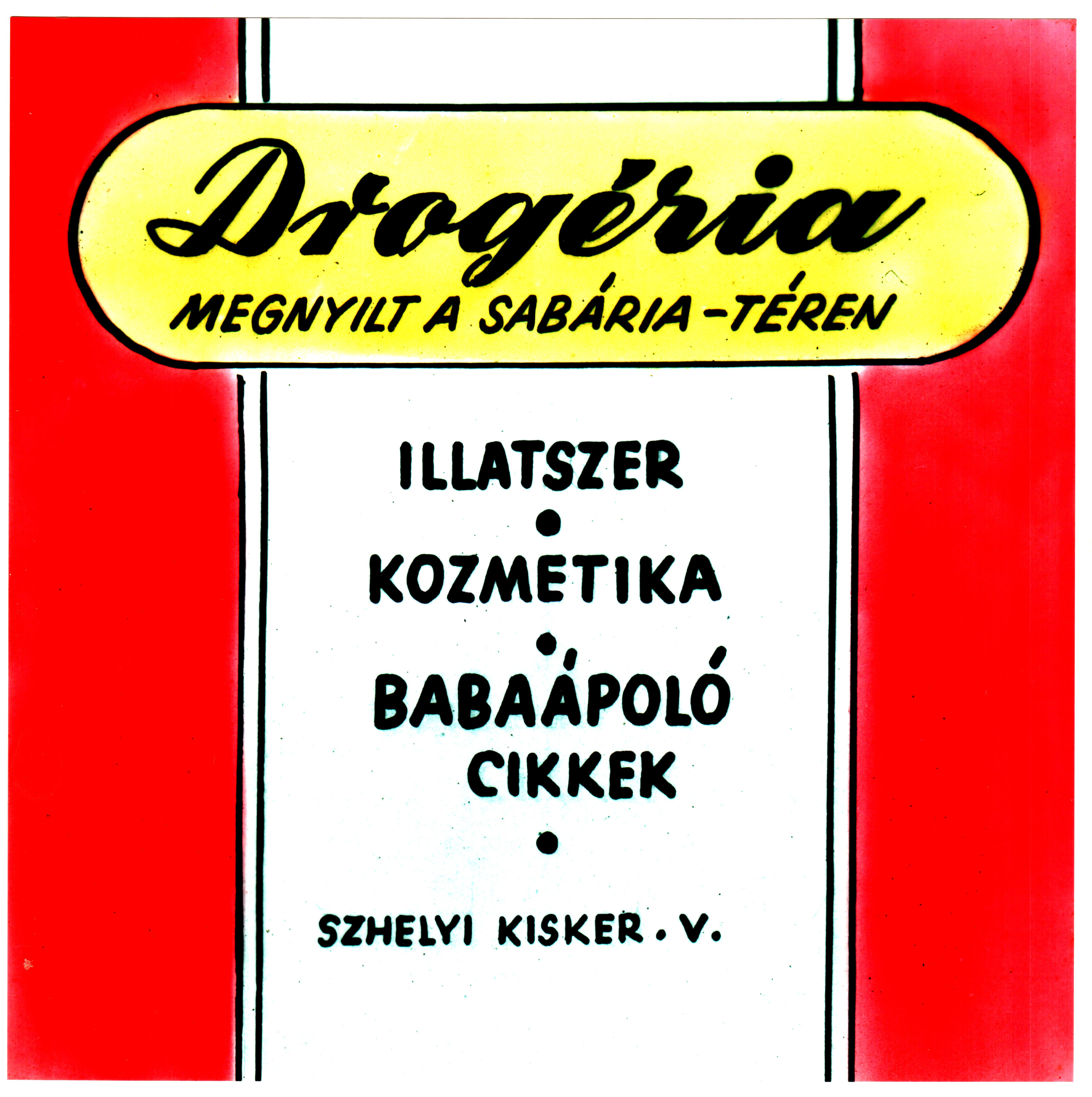
Drogéria
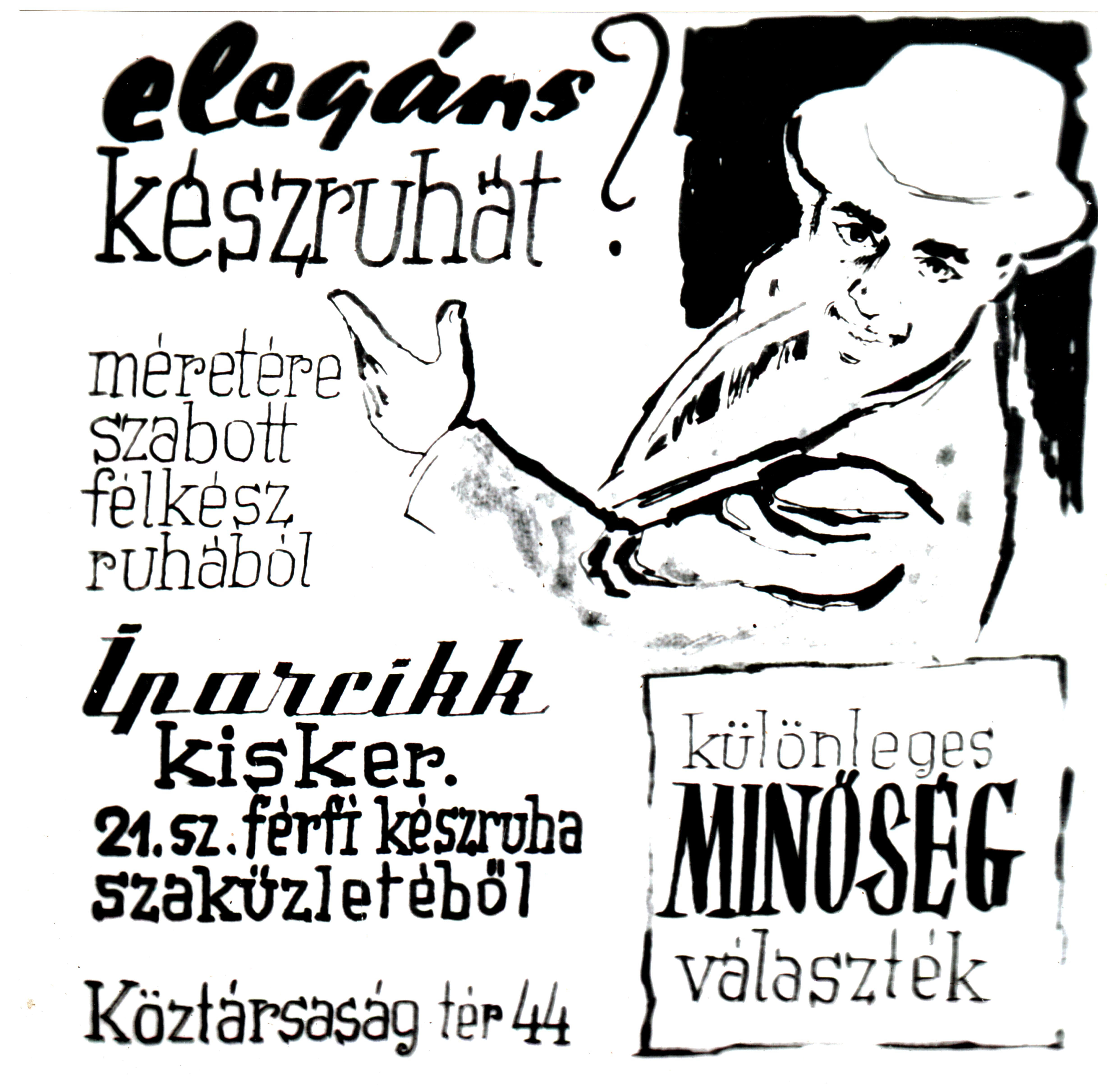
Iparcikk Kiskereskedelmi 21. sz. Készruha Szaküzlet
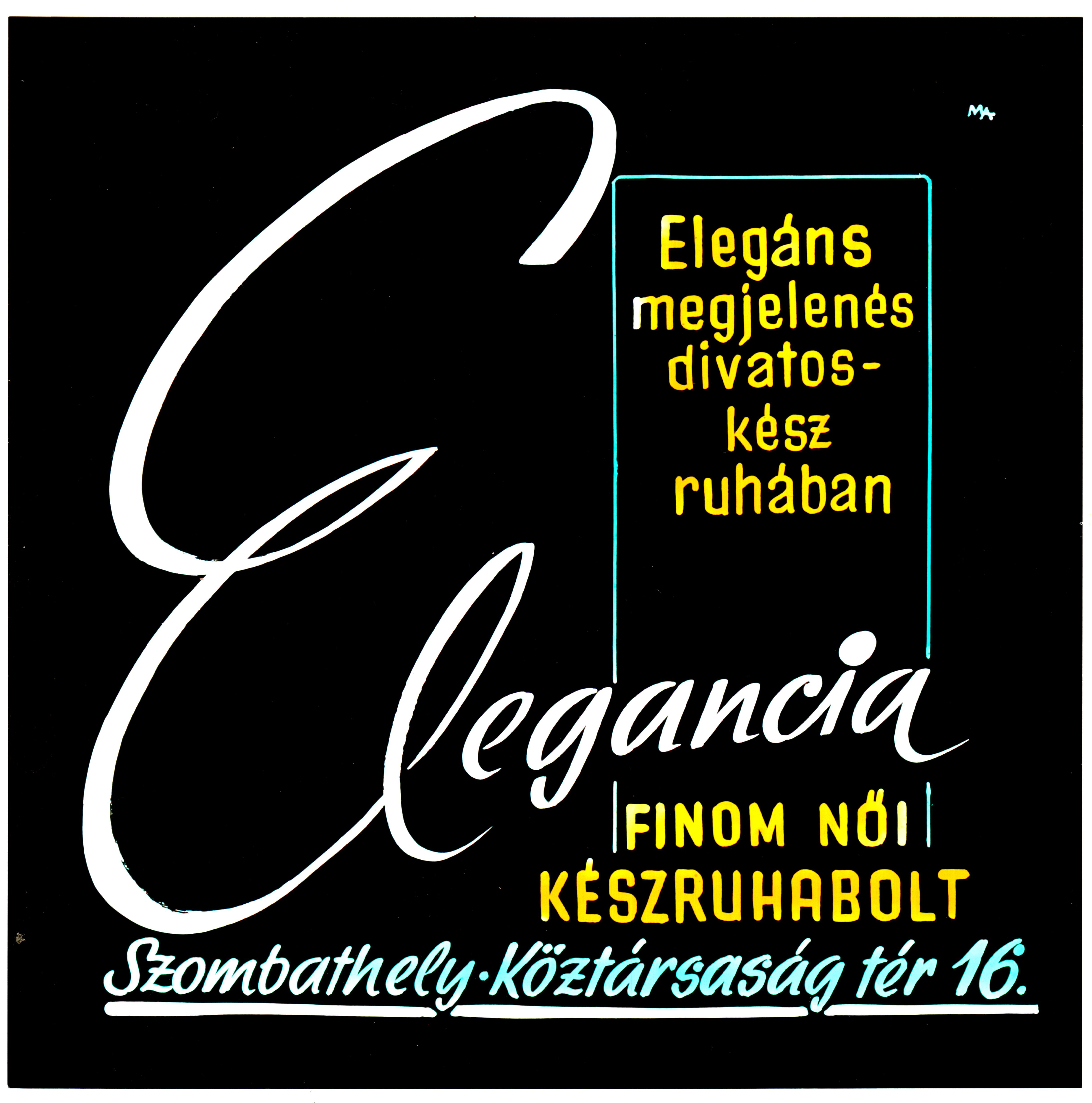
Elegancia Készruhabolt

## Állami beavatkozás
Az állam jogszabályban meghatározott módon irányítja, illetőleg felügyeli a vállalat gazdálkodását és más tevékenységét.
Az állam a törvényességi felügyelet útján ellenőrzi a belső szabályzatokat, határozatait. Azonban az állami felügyelet nem terjed ki az állami vállalat gazdálkodásának és döntéseinek gazdasági-célszerűségi szempontból való felülvizsgálatára. Tehát a gazdasági ügyekbe nem szólhat bele.

## Az állami vállalat megszűnése
Az állami vállalat megszűnik:
- gazdasági társasággá vagy szövetkezetté átalakul
- az alapító szerv megszünteti
- a bíróság felszámolási eljárás során megszünteti
- a cégbíróság megszűntnek nyilvánítja
- az állami vállalat tevékenységére a nemzetgazdaságnak nincs szüksége

Az állami vállalat a cégjegyzékből való törléssel szűnik meg.